# Крестьяне (деревня)
 Крестьяне  — деревня в Кумёнском районе Кировской области в составе Речного сельского поселения.

## География
Расположена на расстоянии примерно 16 км на север от районного центра поселка Кумёны.

## История
Известна с 1748 года как починок Александра Машковцова, в 1764 17 жителей. В 1873 году здесь (починок Александра Машковцова или Крестьянская) дворов 9 и жителей 75, в 1905 (деревня Крестьянская) 18 и 96, в 1926 (уже Крестьяне или Александра Машковцова) 21 и 94, в 1950 13 и 31, в 1989 оставалось 7 жителей. Работал в советское время колхоз им. Кирова, рядом были базы отдыха предприятий гидроводхоза, главпочтамта.

## Население
Постоянное население составляло 1 человек (русские 100%) в 2002 году, 2 в 2010.